# Luděk Skočovský
Luděk Skočovský (* 31. března 1959 Trenčín) je český odborník na informační technologie a autor knih o počítačích, programování a operačním systému UNIX. Je softwarovým konzultantem, vydavatelem knih a píše také beletrii.